# Jördis Triebel
Jördis Triebel (Berlim Leste, 30 de outubro de 1977) é uma atriz de cinema e teatro alemã, reconhecida internacionalmente por interpretar Katharina Nielsen na série de ficção científica Dark, da Netflix.

## Início de vida
Triebel cresceu em Prenzlauer Berg, Berlim, sendo a segunda mais velha de quatro irmãs. Através de sua mãe, que antes da queda do Muro de Berlim trabalhava com adereços no Theater der Freundschaft ("teatro da amizade", em tradução literal), Triebel foi apresentada ao mundo do teatro muito cedo, o que a fez criar ambições de tornar-se atriz.

## Educação
De 1997 a 2001, Triebel estudou atuação na Academia de Artes Dramáticas Ernst Busch.

## Carreira

### Teatro
Após sua graduação, Triebel foi atriz do Teatro Bremen. Ela fez parte do elenco até 2004. Enquanto trabalhava no Bremen, Triebel participou de produções como Baumeister Solneß, Romeu e Julieta, Hamlet e Gestochen scharfe Polaroids.
Depois de deixar o Teatro Bremen em 2004, Triebel trabalhou no teatro Schauspielhaus Zürich durante 2004 e 2005 por um pequeno período, no qual ela atuou em Das weite Land, peça tragicômica de 1911 de Arthur Schnitzler. Em 2006, no teatro de Colônia, ela interpretou a personificação da Itália na produção Europa für Anfanger ("Europa para iniciantes", em tradução literal).

### Televisão e cinema
Após um papel de convidada na série de televisão Wolffs Revier em 2005, Triebel ganhou seu primeiro papel principal em um filme ao interpretar a fazendeira Emma em A Alegria de Emma (2006). Por este papel, ela recebeu uma indicação ao prêmio Deutscher Filmpreis. Ela recebeu outra indicação ao Deutscher Filmpreis por sua atuação como atriz coadjuvante no filme A Papisa Joana (2009). Pelo papel principal em Westen, Triebel ganhou o prêmio de melhor atriz no Festival Internacional de Cinema de Montreal em 2013. Entre 2017 e 2020 Triebel estrelou a série de ficção científica da Netflix Dark interpretando Katharina Nielsen, mãe do desaparecido Mikkel.

## Vida pessoal
Triebel tem dois filhos com o ator alemão Matthias Weidenhöfer, de quem ela se separou em 2014.